# Myzostoma atrum
Myzostoma atrum is een ringworm uit de familie Myzostomatidae.
Myzostoma atrum werd in 1927 voor het eerst wetenschappelijk beschreven door Atkins.